# Thesidium fruticulosum
Thesidium fruticulosum là một loài thực vật có hoa trong họ Santalaceae. Loài này được A.W. Hill miêu tả khoa học đầu tiên.